# Diocesi di Kottar
La diocesi di Kottar (in latino Dioecesis Kottarensis) è una sede della Chiesa cattolica in India suffraganea dell'arcidiocesi di Madurai. Nel 2021 contava 268 529 battezzati su 869 702 abitanti. È retta dal vescovo Nazarene Soosai.

## Territorio
La diocesi comprende i taluks di Thovalai, Agastheeswaram, Kalkulam e Vilavancode nel distretto di Kanyakumari nell'estrema punta meridionale dello stato indiano del Tamil Nadu.
Sede vescovile è la località di Kottar, nella municipalità di Nagercoil, dove si trova la cattedrale di San Francesco Saverio.
Il territorio è suddiviso in 94 parrocchie, raggruppate in 6 vicariati.

## Storia
La diocesi è stata eretta il 26 maggio 1930 con la bolla Ad pastorale di papa Pio XI, ricavandone il territorio dalla diocesi di Quilon.
Originariamente suffraganea dell'arcidiocesi di Verapoly, il 19 settembre 1953 è entrata a far parte della provincia ecclesiastica dell'arcidiocesi di Madurai.
Il 29 aprile 1955 ha ceduto la giurisdizione sui fedeli di rito siriaco orientale residenti nel proprio territorio all'eparchia di Tellicherry.
Il 22 dicembre 2014 ha ceduto una porzione del territorio a vantaggio dell'erezione della diocesi di Kuzhithurai.

## Cronotassi dei vescovi
Si omettono i periodi di sede vacante non superiori ai 2 anni o non storicamente accertati.
- Lorenzo Pereira † (26 maggio 1930 - 7 gennaio 1938 deceduto)
- Thomas Roch Agniswami, S.I. † (5 gennaio 1939 - 23 novembre 1970 ritirato)
- Marianus Arokiasamy † (23 novembre 1970 - 3 luglio 1987 nominato arcivescovo di Madurai)
- Leon Augustine Tharmaraj † (14 novembre 1988 - 15 gennaio 2007 deceduto)
- Peter Remigius (30 giugno 2007 - 20 maggio 2017 ritirato)
- Nazarene Soosai, dal 20 maggio 2017

## Statistiche
La diocesi nel 2021 su una popolazione di 869 702 persone contava 268 529 battezzati, corrispondenti al 30,9% del totale.
| anno | popolazione | popolazione | popolazione | presbiteri | presbiteri | presbiteri | presbiteri                | diaconi | religiosi | religiosi | parrocchie |
| anno | battezzati  | totale      | %           | numero     | secolari   | regolari   | battezzati per presbitero | diaconi | uomini    | donne     | parrocchie |
| ---- | ----------- | ----------- | ----------- | ---------- | ---------- | ---------- | ------------------------- | ------- | --------- | --------- | ---------- |
| 1950 | 148 321     | 795 000     | 18,7        | 65         | 57         | 8          | 2 281                     |         | 16        | 169       | 47         |
| 1970 | 254 036     | 1 125 000   | 22,6        | 123        | 107        | 16         | 2 065                     |         | 32        | 400       | 64         |
| 1980 | 303 000     | 1 350 000   | 22,4        | 160        | 139        | 21         | 1 893                     |         | 65        | 522       | 83         |
| 1990 | 353 867     | 1 703 322   | 20,8        | 166        | 135        | 31         | 2 131                     | 1       | 60        | 577       | 96         |
| 1999 | 440 804     | 1 734 752   | 25,4        | 216        | 170        | 46         | 2 040                     |         | 58        | 645       | 113        |
| 2000 | 475 181     | 2 098 355   | 22,6        | 207        | 165        | 42         | 2 295                     |         | 55        | 559       | 115        |
| 2001 | 492 914     | 2 113 987   | 23,3        | 221        | 178        | 43         | 2 230                     |         | 56        | 719       | 117        |
| 2002 | 507 914     | 2 129 338   | 23,9        | 219        | 174        | 45         | 2 319                     |         | 57        | 679       | 131        |
| 2003 | 481 170     | 2 146 044   | 22,4        | 215        | 171        | 44         | 2 238                     |         | 76        | 618       | 124        |
| 2004 | 477 174     | 1 720 250   | 27,7        | 226        | 182        | 44         | 2 111                     |         | 74        | 596       | 126        |
| 2013 | 524 706     | 1 741 350   | 30,1        | 361        | 294        | 67         | 1 453                     |         | 81        | 738       | 181        |
| 2014 | 260 484     | 885 865     | 29,4        | 230        | 193        | 37         | 1 132                     |         | 49        | 471       | 81         |
| 2016 | 538 000     | 1 922 000   | 28,0        | 211        | 176        | 35         | 2 549                     |         | 62        | 440       | 84         |
| 2019 | 266 285     | 861 974     | 30,9        | 231        | 183        | 48         | 1 152                     |         | 70        | 492       | 93         |
| 2021 | 268 529     | 869 702     | 30,9        | 200        | 163        | 37         | 1 342                     |         | 59        | 501       | 94         |